# Polycyrtus major
Polycyrtus major là một loài tò vò trong họ Ichneumonidae.